# 河南ジャンクション
河南ジャンクション（ハナムジャンクション）は大韓民国京畿道河南市にある中部高速道路（35号線）と首都圏第一循環高速道路（100号線）を結ぶジャンクションである。

## 接続する路線

### 大田方面
- 中部高速道路（43番）

### 板橋・九里方面
- 首都圏第一循環高速道路（5番）

## 隣
中部高速道路
- (42) 河南IC - 河南ドリームSA - (43) 河南JCT

首都圏第一循環高速道路
- (4-1) 西河南JCT - 西河南SA（板橋方向のみ） - (5) 河南JCT - (6) 上一IC